# Guerre d'indépendance de l'Érythrée
La guerre d'indépendance de l'Érythrée est un conflit armé qui a opposé le gouvernement éthiopien à des mouvements séparatistes érythréens, de septembre 1961 à mai 1991. La guerre s'est achevé par la séparation de l'Érythrée et de l'Éthiopie et la proclamation d'un nouvel État érythréen le 28 mai 1993. Ce conflit sera doublé d'une guerre interne à la région érythréenne et d'une guerre civile entre d'autres fronts régionaux séparatistes et le gouvernement éthiopien. 

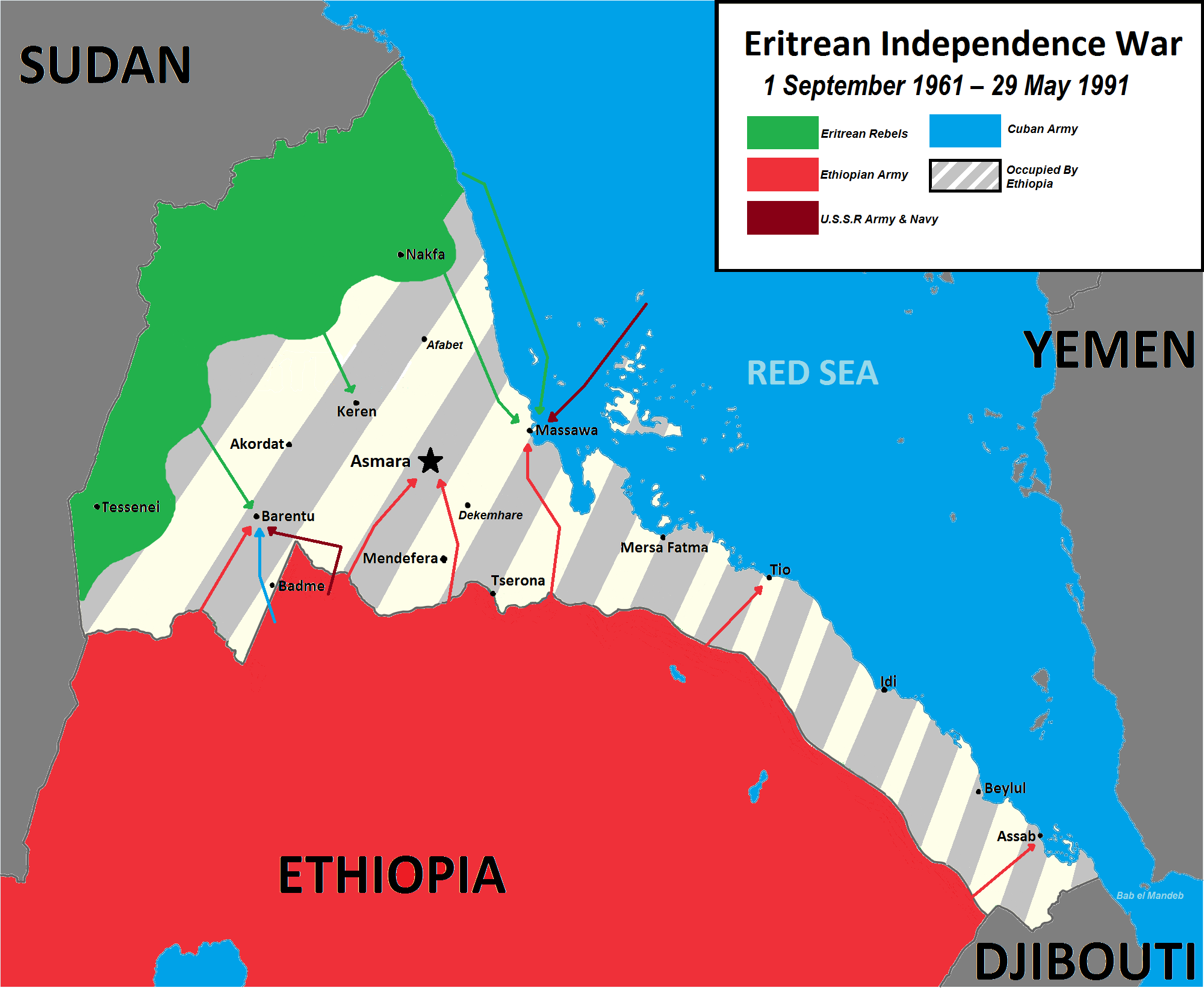
Rapports de forces.

## La colonisation
L'Italie occupe officiellement le Sud de l'Érythrée actuelle, autour d'Assab, en 1882 , et la côte nord, avec Massaoua, en 1885. L'ensemble est unifié sous le nom d'Érythrée italienne (en italien : Colonia Eritrea) en 1890. En 1936, après la conquête de l'Éthiopie lors de la Seconde Guerre italo-éthiopienne, l'Érythrée devient, ainsi que la Somalie italienne, une partie de l'Afrique orientale italienne.
Libérée de l'occupation par les Alliés en 1941, l'Éthiopie redevient souveraine, tandis que l'Érythrée est administrée par le Royaume-Uni jusqu'en 1952. À cette date, l'ONU décide sa fédération avec l'Éthiopie, qui l'annexe en 1962. Un mouvement de libération apparaît alors et commence une guerre d'indépendance.

## Déroulement du conflit

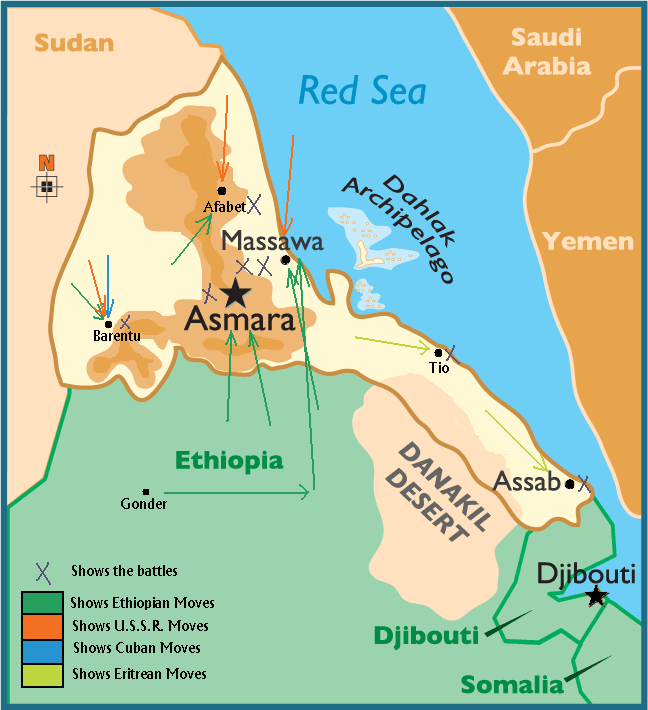
Principales batailles de la guerre d'indépendance.

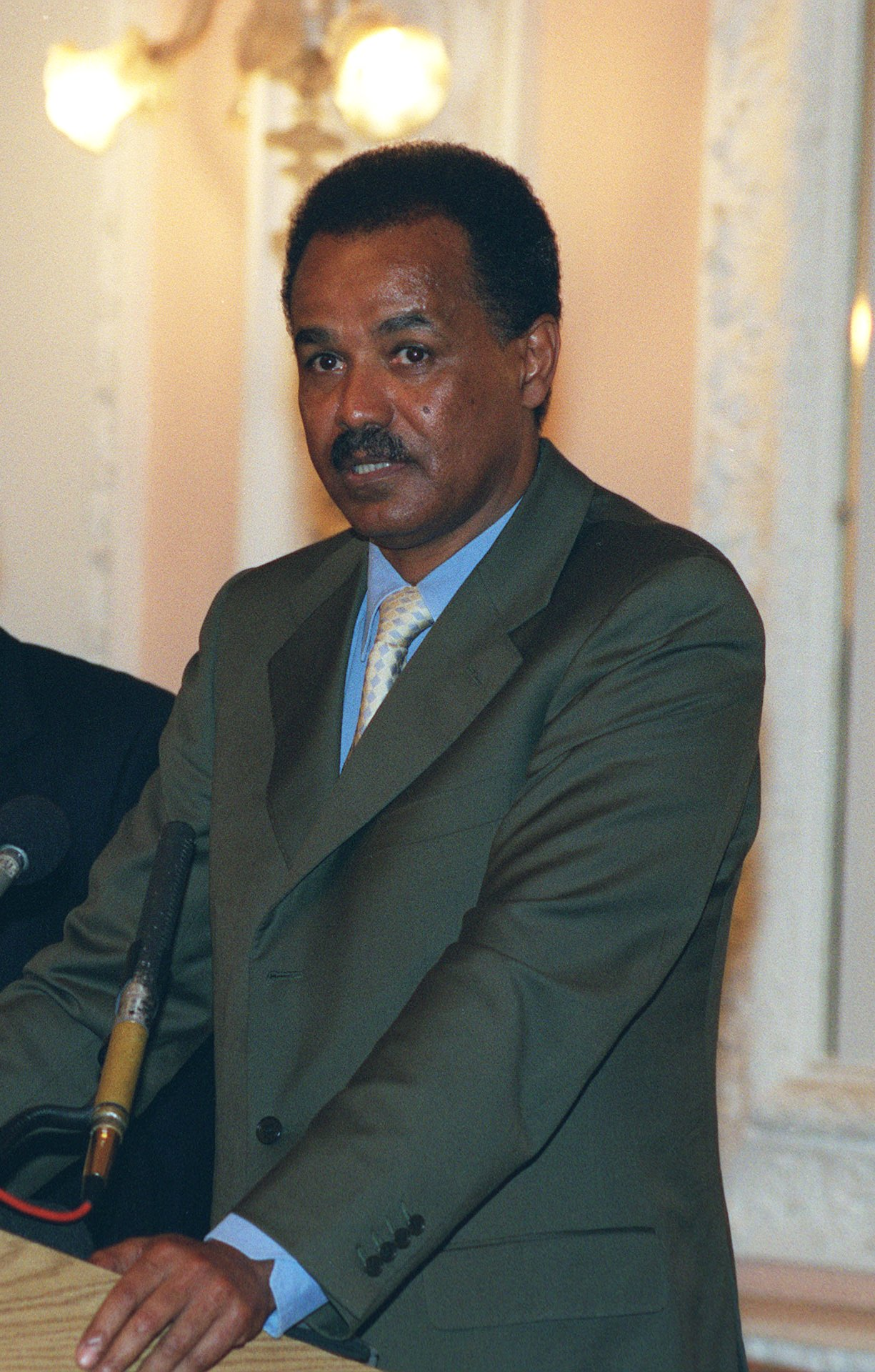
Issayas Afeworki, secrétaire général du FPLE depuis 1987.

Le Front de libération de l'Érythrée (FLE) lance ses premières opérations militaires contre l'armée éthiopienne en 1961. En 1967, le mouvement gagne considérablement en popularité auprès des paysans, en particulier du Nord et de l'Ouest, et à Massawa.[réf. nécessaire] L'empereur éthiopien Haïlé Sélassié Ier tente d'apaiser les troubles en visitant le pays et en garantissant à ses habitants un traitement égal sous le nouvel ordre. Il accorde titres, argent et fonctions officielles aux opposants dans l'espoir de les voir se rallier au gouvernement central mais la résistance se poursuit. En 1971, l'Éthiopie décrète la loi martiale en Érythrée.
Des conflits internes au FLE à propos des tactiques et stratégies à adopter aboutissent à une scission et la formation du Front populaire de libération de l'Érythrée en 1972. Les deux mouvements s’affrontent sporadiquement entre 1972 et 1974. Le combat pour l'indépendance se poursuit après la chute de Haïlé Sélassié à la suite du coup d'État de 1974 et de l'accession au pouvoir du Derg, junte militaire dirigée par Mengistu Haile Mariam. À la fin des années 1970, le FPLE dirigé par Issayas Afeworki prend le dessus sur le FLE et devient le principal mouvement indépendantiste. 
En 1977, une livraison massive d'armes soviétiques permet à l'Éthiopie de contraindre le FPLE à reculer. De 1978 à 1986, le Derg lance huit importantes offensives en Érythrée, sans parvenir à le dominer. En 1988, le FPLE prend Afabet, où se trouvent les quartiers généraux de l'armée éthiopienne au nord-est de l'Érythrée. Le FPLE progresse ensuite vers Keren, deuxième ville d'Érythrée.
En mai 1991, des militants du Front de libération du peuple du Tigray, proche du FPLE et soutenus par les États-Unis[réf. nécessaire], renversent le Derg. Un gouvernement provisoire est mis en place. Des pourparlers de paix se déroulent alors à Washington, aux États-Unis. L'Éthiopie reconnaît le droit de l'Érythrée à organiser un référendum, qui aboutit à l'indépendance du pays le 28 mai 1993.

## Conséquences

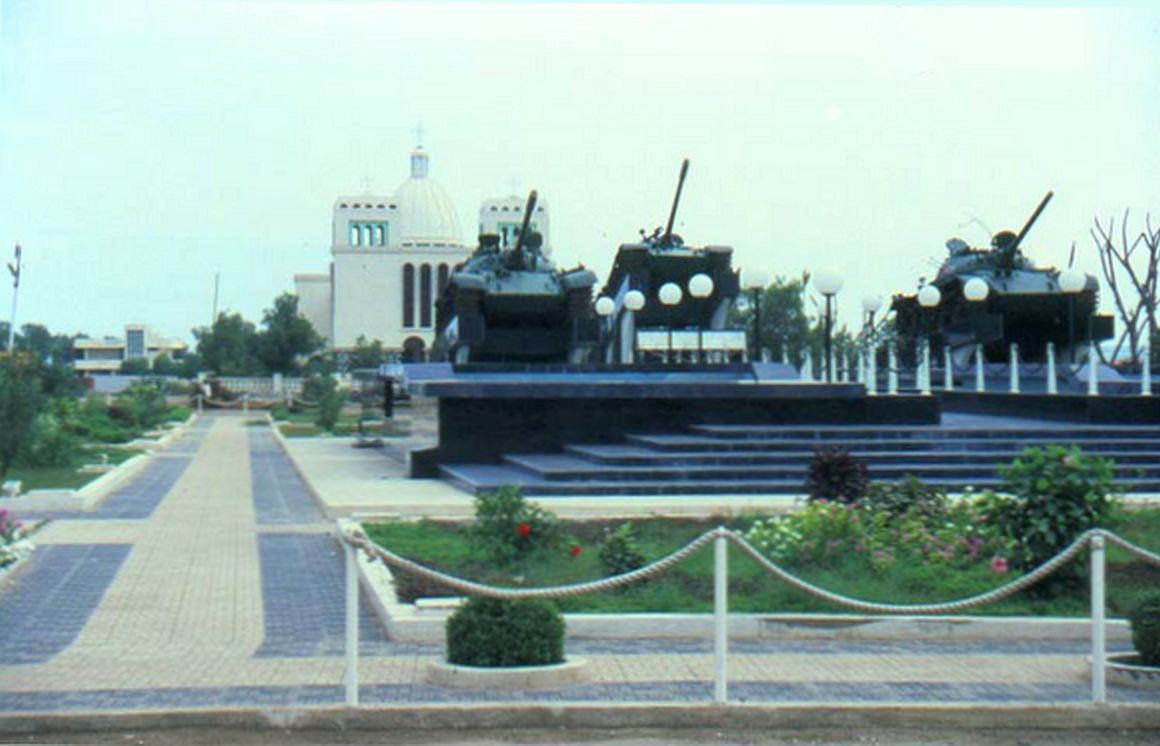
Mémorial de la guerre d'indépendance à Massawa en Érythrée.

Une nouvelle guerre éclate en 1998 entre les deux États à propos de la frontière et de lieux contestés. Les pertes totales sont estimées à 70 000 morts. Depuis, les tensions restent fortes entre l'Érythrée et l'Éthiopie.